# Таємниця школи мистецтв (комікс)
Таємниця школи мистецтв (англ. «Art School Confidential») — це чорно-білий комікс Деніела Клоуза на чотирьох сторінках. Спочатку був опублікований у збірці Eightball, потім перевиданий у збірках Orgy Bound та Twentieth Century Eightball. Став основою для однойменного фільму 2006 року. Кольорова версія додана до опублікованого сценарію стрічки.
Комікс — сатира на середовище американських художніх шкіл. Базується на власному досвіді Клоуза під час навчання у Інституті Пратта.

У інтерв'ю 2006 року художник так пояснив історію створення коміксу: 
У мене залишилися вільними чотири сторінки до кінця випуску Eightball № 7, а комікс вже потрібно здавати. Я сказав: «Ну що ж, я зроблю річ про художню школу, яка потішить десяток моїх друзів, що туди пішли. Я думав, ніхто не помітить це, не залишить відгук. Виявилося, кожен з моїх читачів або був у художній школі, або має якесь відношення до неї. Відгуки одноголосно схвальні, усі вирішили, що я відвідував ту саму художню школу, що й вони. Історія зажила своїм життям. Люди ксерокопіювали її та чіпляли на дошку оголошень у школах. Інші зривали, копіювали та розповсюджували далі. Були чутки, що комікс копіювали до повної втрати якості друку. Він став свого роду витвором народного мистецтва.